# دده‌لی (آق‌سو)
دده‌لی (به لاتین: Dədəli) یک منطقه مسکونی در جمهوری آذربایجان است که در شهرستان آق‌سو واقع شده است.